# Schienenverkehr in Liberia

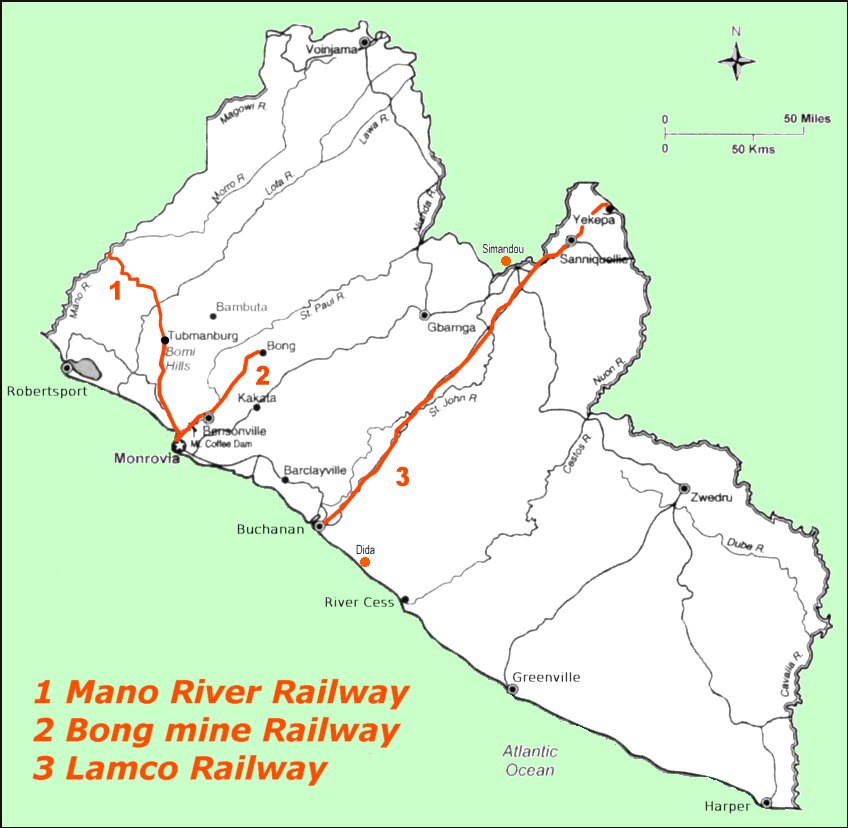
Liberias Schienennetz

Der Schienenverkehr in Liberia wurde bis zum Liberianischen Bürgerkrieg auf drei Strecken mit einer Gesamtlänge von etwa 480 Kilometer zur Beförderung von Eisenerz betrieben und wegen der kriegsbedingten Zerstörungen eingestellt.

## Geschichte

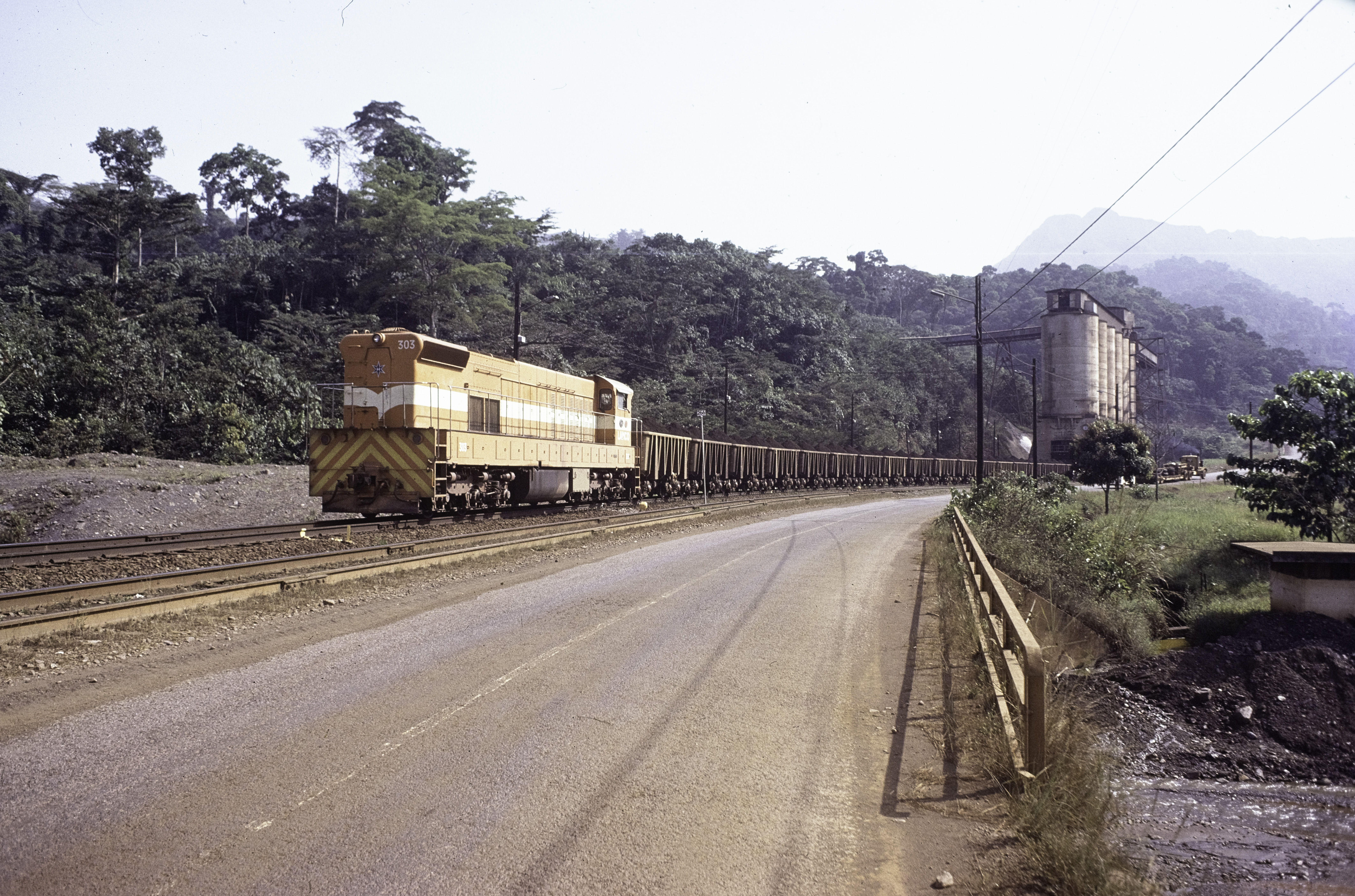
Eisenerz-Güterzug auf der Lamco-Bahn (1976)

Die wirtschaftliche Erschließung der Bodenschätze sah bereits in den 1920er Jahren den Bau von Eisenbahnstrecken vor, die von der britischen Liberian Development Company errichtet werden sollten. Der Staatsbankrott Liberias und das Engagement der US-Firma Firestone Tire & Rubber Company vereitelten diese Pläne.
Während des Zweiten Weltkrieges begann die USA mit Vorbereitungen zur wirtschaftlichen Erschließung der Eisenerz-Lagerstätten Liberias. Als wichtigste Investition entstand der Freeport Monrovia, der erste Hochseehafen des Landes mit Eisenbahnanschluss. Die Mehrzahl der Bergwerke Liberias befinden sich im nördlichen Grenzgebiet, zum Abtransport der Erze wurde noch in den 1950er Jahren ein zweiter Erzverladehafen an der Küste bei Buchanan und die zugehörige Bahnstrecke Yekepa–Buchanan aufgebaut.
Die Mano-River-Railway wurde in den 1950er Jahren fertiggestellt. Sie erschließt die westlichen Bergbaugebiete am Mano River und führt über die Stadt Tubmanburg nach Monrovia. Diese Bahnstrecke hat eine Spurweite von 1067 mm.
In den 1960er Jahren erwarb auch eine private Investorengruppe aus der Bundesrepublik eine Bergbaukonzession im Bong-Range-Gebiet und gründete die DELIMCO Bergbaugesellschaft. Als Transportweg wurde wiederum eine Bahnstrecke angelegt, die als Bong-Mining-Bahn bekannt wurde.
Das Schienennetz wurde im Bürgerkrieg streckenweise unterbrochen und der Bahnbetrieb musste wegen fehlender Rentabilität eingestellt werden. Inzwischen arbeiten chinesische Bautrupps an einer Erneuerung der Anlagen, da das Land an der weiteren Erschließung der Bodenschätze interessiert ist. Die bereits im Wiederaufbau befindliche Tubmanbrücke ist mit 240 Meter Länge die bedeutendste Eisenbahnbrücke des Landes und soll 2011 fertiggestellt werden.

## Gegenwärtige Situation
Seit 2004 gibt es eine Initiative für die Wiederbelebung von Teilen der Bong-Mining-Bahn zum Personen- und Gütertransport. Schon in Betrieb genommene Streckenabschnitte der Bong-Mining-Bahn ermöglichen den Transport von Tropenholz, sie bieten auch in beschränktem Umfang Transportmöglichkeiten für Jeeps und Kleinkraftwagen an. Für 2011 wird die Wiederinbetriebnahme der 78 Kilometer langen Strecke angestrebt.

## Zukunft
Im Sommer 2010 wurden zudem Pläne einer brasilianischen Minengesellschaft bekannt, eine völlig neue Bahnlinie und einen Erzhafen anzulegen, um ein guineisches Bergbaugebiet ausbauen zu können.

## Sonstiges
In Liberias Hauptstadt Monrovia wurde um 1920 kurzzeitig eine Pferdebahnlinie betrieben, die sich aber nicht zu rentieren schien.